# Makarska (kulturno-povijesna cjelina)
Kulturno-povijesna cjelina grada Makarske, kulturno-povijesna cjelina, Makarska, zaštićeno kulturno dobro.

## Opis dobra
Grad je smješten u uvali između poluotoka Sv. Petra i Osejave, naseljen još od vremena antike. Naselje je za vrijeme Turaka od 15. – 17. st. nekoliko puta rušeno u sukobima s Mlečanima, tako da nema svjetovnih građevina starijih od kraja 17. st. Gradske zidine nisu sačuvane, a središte grada čini Kačićev trg izgrađen na kosini, sa župnom crkvom i nizom baroknih kuća. Rivu oblikuje niz kuća pročeljima okrenutih ka moru, od kuća pučkog oblikovanja na Marineti do baroknih i neostilskih katnica. Na istoku grada su franjevački samostan i gradsko groblje.

## Zaštita
Pod oznakom Z-5140 zavedena je kao nepokretno kulturno dobro - kulturno-povijesna cjelina, pravna statusa zaštićena kulturnog dobra, klasificirano kao "kulturno-povijesna cjelina".